# Двор (Любляна)
Двор (словен. Dvor) — поселення в общині Любляна, Осреднєсловенський регіон, Словенія. Висота над рівнем моря: 331,6 м.